# Pavol Hell
Pavol Hell est un mathématicien et informaticien canadien né en Tchécoslovaquie. Il est professeur d'informatique à l'Université Simon Fraser.

## Éducation
Pavol Hell commence ses études mathématiques à l'Université Charles de Prague. Il rejoint le Canada en août 1968 lors de l'invasion de la Tchécoslovaquie par les armées du pacte de Varsovie. Il obtient un master of science à l'Université McMaster de Hamilton, sous la supervision conjointe de Gert Sabidussi et d'Alex Rosa, et un doctorat à l'Université de Montréal, avec Gert Sabidussi (en), dont la thèse est intitulée Rétraction ds graphes.

## Carrière
Pavol Hell travaille en combinatoire effective (« computational combinatorics »), y compris les algorithmes en théorie des graphes et la complexité de problèmes de théorie des graphes. Il est notamment intéressé par des classes de graphes aux structures particulières et par la complexité des diverses variantes du problème de l'existence de morphismes de graphes.
Hell a notamment écrit, avec son collaborateur de longue date Jaroslav Nešetřil, le livre Graph and Homomorphisms, et divers autres articles souvent cités, comme « On the complexity of H-coloring » également avec Nešetřil, et l'article historique « On the history of the minimum spanning tree problem », avec Ron Graham, « On the completeness of a generalized matching problem » avec David Kirkpatrick (en), et « List homomorphisms and circular arc graphs » with Tomas Feder and Jing Huang. 
Il est le rédacteur exécutif du Journal of Graph Theory, et a été élu fellow de la Society for Industrial and Applied Mathematics (SIAM) en 2012.